# Mees Peijnenburg
Mees Peijnenburg (1989) is een Nederlands filmregisseur en voormalig acteur. In 2015 won hij een Gouden Kalf voor de door hemzelf geregisseerde dramaserie Geen koningen in ons bloed.

## Levensloop
Na zijn middelbare school vertrok Peijnenburg een jaar naar Denemarken om te studeren aan de European Film College. In Amsterdam ging hij naar de Nederlandse Filmacademie, waar hij in 2013 afstudeerde in de richting Regie Fictie. In het derde studiejaar won hij met zijn film Wij Waren Wolven de VERS Award 2012.

### Acteerwerk
In 2007 speelde Peijenburg de rol van Kars in de film Timboektoe. Een jaar later was hij als Vincent van Gelderen te zien in de film Hoe overleef ik mezelf? In 2008 speelde hij buurjongen Dirk in Oorlogswinter. Dit was voor Peijnenburg tevens het moment om een punt te zetten achter zijn acteerwerk en zich voortaan te richten op regisseren.

### Regiewerk
In 2013 ging Peijnenburgs eindexamenfilm Cowboys janken ook met in de hoofdrollen Ko Zandvliet en Jonas Smulders in première op het Filmfestival van Berlijn. Voor zijn korte film Un creux dans mon coeur ontving hij in 2015 de Dutch Directors Guild Award.
Bij de Gouden Kalveren-uitreiking in 2015 won Peijnenburg de prijs voor beste televisiedrama van 2015 voor de One Night Stand-film Geen koningen in ons bloed. Bij De TV-Beelden 2016 won Peijnenburg samen met Bastiaan Kroeger een prijs voor zijn scenario. Voor zijn regie in dezelfde productie was Peijnenburg ook genomineerd.
In 2016-2017 werd Peijenburg door de Cinéfondation (het talentprogramma van het Cannes Film Festival) geselecteerd om te werken aan zijn eerste speelfilm. Hij werkte hier aan een scenario, maar waar de hoofdrolspelers in Geen koningen in ons bloed nog onder Jeugdzorg vielen, wilde Peijnenburg in zijn speelfilm laten zien hoe het jongeren vergaat die geen hulp meer krijgen. Het resultaat was de film Paradise Drifters, met in de hoofdrol Tamar van Waning, Jonas Smulders en Bilal Wahib. Deze werd in januari 2020 als eerste vertoond op het Filmfestival van Rotterdam, een maand later volgde het Filmfestival van Berlijn. Bilal Wahib won voor zijn vertolking een Gouden Kalf op de 40e editie van het Nederlands Film Festival. In 2021 zat hij in de jury van Generation tijdens het Filmfestival van Berlijn en in 2023 in de jury van het Filmfestival van Les Arcs.

## Filmografie
- Gemeinsame Normdatei: 107086997X
- Virtual International Authority File: 315954830
- WorldCat: E39PBJh4t89hQfrhQv66mBkCcP